# ドラガン・スコチッチ
ドラガン・スコチッチ（Dragan Skočić、1968年9月3日）は、クロアチア（旧ユーゴスラビア）・リエカ出身の元サッカー選手、現サッカー指導者。現役時代のポジションはMF。2023年4月よりU-21クロアチア代表の監督を務める。

## 選手経歴
MFの選手として1987年にHNKリエカでプロデビュー。1991-92シーズン開幕前にスペインへと渡り、セグンダ・ディビシオンに所属していたUDラス・パルマスへ加入すると、1995-96シーズンにSDコンポステラを退団するまで5シーズンをスペインで過ごした。2004年に現役を引退。

## 指導者経歴
現役引退後の2005年から指導者として活動し始め、2005年10月に古巣HNKリエカの監督に就任。監督初挑戦ながら2005-06シーズンのクロアチア・カップ優勝を果たしたが、引き続き指揮をとった2006-07シーズンのリーグ戦開幕から9試合目で成績不振によって解任された。
監督として2クラブ目に指揮したスロベニアのNKインテルブロックでもスロベニア・カップとスロベニア・スーパーカップの2冠に貢献した。同クラブを退団してからは活躍の場を中東へと移し、2020年2月6日、中東での経験を買われてイラン代表の監督に抜擢された。イラン代表では、2022 FIFAワールドカップ・アジア予選のグループAを首位で勝ち抜き、本大会出場をチームにもたらしたものの、大会開幕前に解任された。
2023年4月14日、U-21クロアチア代表監督に就任した。

## タイトル

### クラブ
ラス・パルマス
- セグンダ・ディビシオンB : 1回 (1992-93)

コンポステラ
- セグンダ・ディビシオン : 1回 (1993-94)

### 監督
リエカ
- フルヴァツキ・ノゴメトニ・クプ : 1回 (2005-06)

インテルブロック
- スロベニア・カップ : 1回 (2007-08)
- スロベニア・スーパーカップ : 1回 (2008)